# Dragone (costellazione)
Il Dragone (in latino Draco; in greco antico: Ὄφις?, Ophis ("serpente")) è una costellazione settentrionale. È una delle 88 costellazioni moderne, ed era anche una delle 48 costellazioni elencate da Tolomeo.
Il poeta latino Virgilio chiama questa costellazione Anguis ("Serpente") nelle Georgiche (I, 204-205 e 244-246): "[Quando si semina] Dobbiamo poi osservare le stelle d'Arturo e i giorni dei Capretti [nella costellazione dell'Auriga] e il brillante Serpente"; "Quassù [sul polo nord astronomico] scivola il Serpente con le sue pieghe sinuose e come un fiume passa intorno ed in mezzo alle due Orse...".

## Caratteristiche

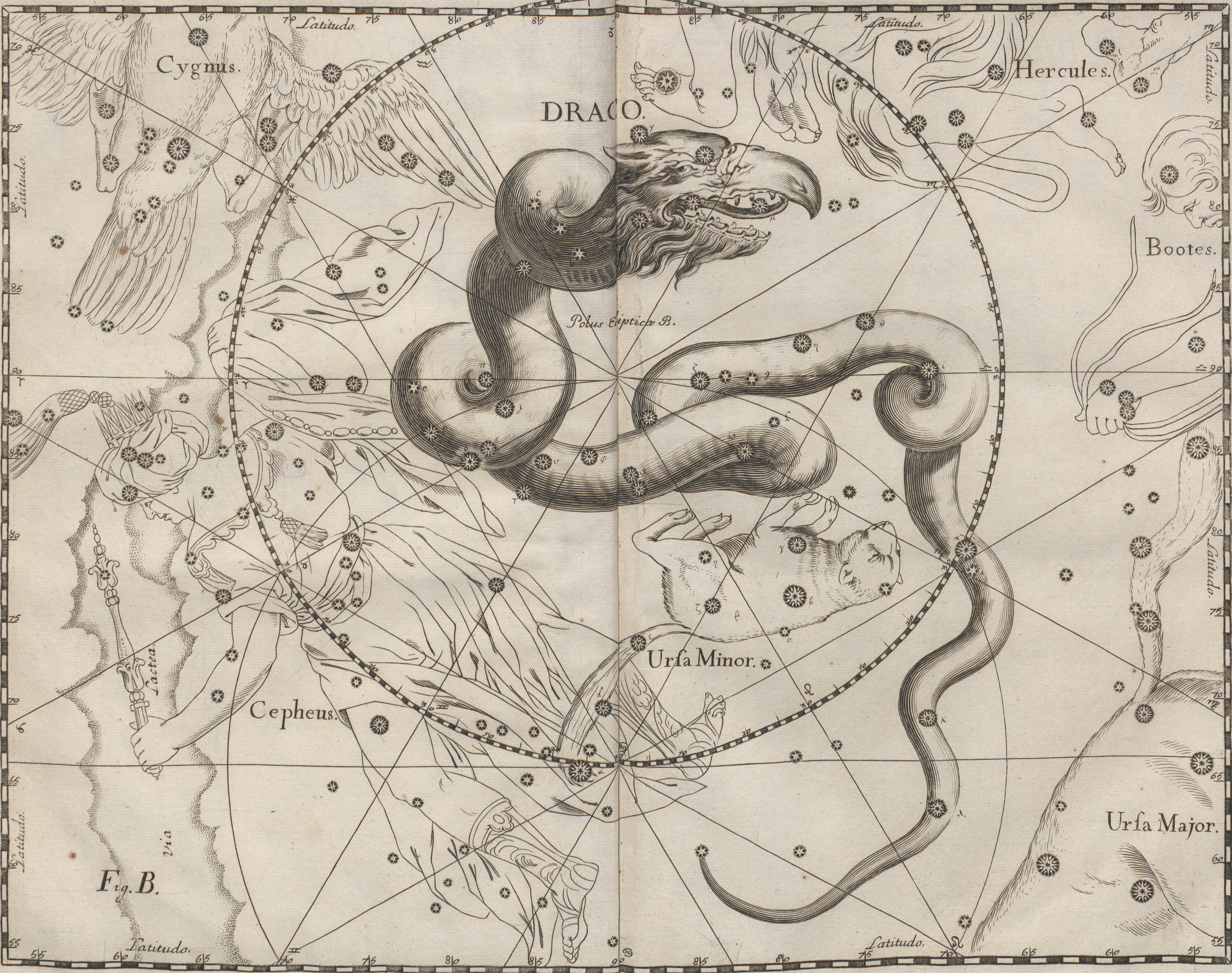
La costellazione del Dragone rappresentata da Johannes Hevelius.

Quella del Dragone è una delle costellazioni più grandi della volta celeste; si presenta completamente circumpolare fino alle latitudini temperate boreali, come le regioni del bacino del Mediterraneo. Il gruppo della testa è rappresentato da quattro stelle, le più luminose delle quali sono chiamate Eltanin e Rastaban: la prima possiede una grande importanza storica, poiché fu misurando la parallasse di questa stella che James Bradley scoprì nel 1725 il fenomeno dell'aberrazione della luce, che costituisce una delle prime prove della rotazione della Terra attorno al Sole.
Il resto della costellazione si snoda attorno al polo nord celeste, insinuandosi fra l'Orsa Maggiore e l'Orsa Minore, circondando quest'ultima sui lati est, sud ed ovest; le stelle del Dragone al di fuori del quadrilatero della testa sono per lo più di terza e quarta magnitudine, organizzate in allineamenti.
Circa 2700 anni fa il polo nord celeste si trovava in direzione di questa costellazione e in particolare nella parte della coda, all'altezza della stella Thuban (il cui nome significa: testa del serpente), che all'epoca era considerata la Stella Polare.

### Stelle principali
Nella costellazione del Dragone sono presenti molte stelle doppie e binarie.
- Eltanin (γ Draconis) è una stella gigante arancione di magnitudine 2,23, distante 148 anni luce.
- η Draconis (nome ufficiale Athebyne[3]) è una stella doppia; la primaria è gialla di magnitudine 2,73; la secondaria è bianca e di magnitudine 8,2; le due stelle sono separate da 4,8[4] e distano 88 anni luce.
- Rastaban (β Draconis) è una stella gialla di magnitudine 2,79 distante 361 anni luce.
- δ Draconis è una stella gialla di magnitudine 3,07 distante 100 anni luce.

Fra le altre stelle si segnala Thuban (α Draconis, anche se non è la più luminosa), che è stata la stella polare nord intorno al 2700 a.C.
Arrakis (μ Draconis) è un sistema binario i cui componenti sono due stelle pressoché identiche che orbitano a distanza ravvicinata. Ciascuna stella è di tipo spettrale F7V

### Stelle doppie
La costellazione conta un grande numero di stelle doppie, alcune delle quali sono piuttosto facili da risolvere anche con piccoli strumenti.
- ν Draconis si trova nella sezione della testa ed è composta da due stelle biancastre di quarta grandezza separate da oltre 1';[7] si tratta di una delle prime stelle doppie mai risolte ed è ben apprezzabile anche con un piccolo telescopio.
- ο Draconis è una stella giallo-arancione di quarta grandezza, con una compagna arancione di ottava a circa 35", dunque risolvibile con un telescopio di piccole dimensioni.
- 16 Draconis e 17 Draconis è una coppia di astri biancastri ben risolvibile anche con un binocolo, grazie alla separazione di circa un grado e mezzo; le due stelle sono visibili anche a occhio nudo, ma appaiono come una stella singola di quarta magnitudine. La 17 Draconis è a sua volta una doppia con componenti di quinta e sesta grandezza molto vicine fra loro.
- φ Draconis è anch'essa una stella di facile risoluzione, dato che le sue componenti si trovano a 30"; la primaria è biancastra e la secondaria gialla.
- 39 Draconis è un interessante sistema multiplo: le componenti A e C sono separate da circa 90" e sono dunque visibili sciolte anche con un binocolo; la componente A è inoltre in coppia stretta con B e la loro risoluzione è possibile solo con potenti telescopi. Tutte le componenti sono biancastre.

| Principali stelle doppie  |                                          |                                          |             |             |                                 |         |
| Nome                      | Coordinate equatoriali all'epoca J2000.0 | Coordinate equatoriali all'epoca J2000.0 | Magnitudine | Magnitudine | Separazione (in secondi d'arco) | Colore  |
| Nome                      | AR                                       | Dec                                      | A           | B           | Separazione (in secondi d'arco) | Colore  |
| HD 129798                 | 14h 42m 03s                              | +61° 15′ 42″                             | 7,1         | 7,3         | 4,8                             | b + b   |
| 17 Draconis - 16 Draconis | 16h 36m :                                | +52° 55′ 27″                             | 4,9         | 5,5         | 90,3                            | b + b   |
| 17 Draconis               | 16h 36m 13s                              | +52° 55′ 27″                             | 5,1         | 6,5         | 3,3                             | b + b   |
| μ Draconis                | 17h 05m 20s                              | +54° 28′ 11″                             | 5,8         | 5,8         | 2,0                             | b + b   |
| β Draconis                | 17h 30m 25s                              | +52° 18′ 04″                             | 2,8         | 11,7        | 4,2                             | g + g   |
| ν Draconis                | 17h 32m 12s                              | +55° 10′ 20″                             | 4,9         | 4,9         | 62,3                            | b + b   |
| φ Draconis                | 18h 20m 45s                              | +71° 20′ 15″                             | 4,6         | 5,8         | 30,2                            | b + g   |
| HD 238802                 | 18h 02m 49s                              | +56° 22′ 24″                             | 7,1         | 7,0         | 36,9                            | b + b   |
| 41 Draconis - 40 Draconis | 18h 00m :                                | +80° 00′ :                               | 5,7         | 6,0         | 19,3                            | b + b   |
| 39 Draconis AB            | 18h 23m 54s                              | +58° 48′ 02″                             | 5,0         | 7,8         | 3,8                             | b + b   |
| 39 Draconis C             | 18h 23m 54s                              | +58° 48′ 02″                             | 7,9         | -           | 89,0                            | b + b   |
| ο Draconis                | 18h 51m 12s                              | +59° 23′ 17″                             | 4,7         | 8,1         | 34,6                            | ar + ar |

### Stelle variabili
Entro i confini del Dragone sono note un gran numero di stelle variabili, molte delle quali sono di facile osservazione a causa della loro brillantezza o del loro corto periodo.
Fra le variabili Mireidi spicca R Draconis, la prima ad essere stata catalogata in questa costellazione: scoperta da Hans Geelmuyden nel 1876, essa oscilla fra un massimo di magnitudine 6,7 e un minimo di circa 13 in un periodo di circa otto mesi; sempre dello stesso tipo è T Draconis, un po' meno luminosa, e la Y Draconis, che quando è al massimo della luminosità è al limite della visibilità ad occhio nudo.
Molte sono pure le variabili a eclisse, prima fra tutte la DE Draconis, visibile ad occhio nudo, ma le cui oscillazioni, che avvengono in un ciclo di cinque giorni e qualche ora, sono molto ridotte e non sono facilmente apprezzabili; più facile appare la TW Draconis, molto meno luminosa ma con delle oscillazioni più ampie, dall'ottava alla decima grandezza. Il periodo è di poco meno di tre giorni.
Fra le altre una delle più facili è la UX Draconis, una stella al carbonio che varia fra la magnitudine 5,94 e la 7,1 in circa cinque mesi e mezzo; quando è al massimo è ben visibile anche ad occhio nudo sotto un cielo non inquinato.
Una variabile importante è infine BY Draconis, prototipo di una particolare classe di variabili semiregolari chiamate variabili BY Draconis.
| Principali stelle variabili |                                          |                                          |             |             |                  |                                   |
| Nome                        | Coordinate equatoriali all'epoca J2000.0 | Coordinate equatoriali all'epoca J2000.0 | Magnitudine | Magnitudine | Periodo (giorni) | Tipo                              |
| Nome                        | AR                                       | Dec                                      | Max.        | Min.        | Periodo (giorni) | Tipo                              |
| R Draconis                  | 16h 32m 40s                              | +66° 45′ 17″                             | 6,7         | 13,2        | 245,60           | Mireide                           |
| T Draconis                  | 17h 56m 23s                              | +58° 13′ 06″                             | 7,2         | 13,5        | 421,62           | Mireide                           |
| Y Draconis                  | 09h 42m 22s                              | +77° 51′ 07″                             | 6,24        | 15,0        | 325,79           | Mireide                           |
| RV Draconis                 | 12h 37m 34s                              | +65° 34′ 02″                             | 8,4         | 14,2        | 208,14           | Mireide                           |
| RY Draconis                 | 12h 56m 25s                              | +65° 59′ 39″                             | 6,03        | 8,0         | 200:             | Semiregolare (stella al carbonio) |
| SS Draconis                 | 12h 26m 20s                              | +68° 41′ 17″                             | 8,4         | 10,4        | 51,5             | Semiregolare pulsante             |
| TW Draconis                 | 15h 33m 51s                              | +63° 54′ 25″                             | 8,0         | 10,5        | 2,8068           | Eclisse                           |
| UX Draconis                 | 19h 21m 35s                              | +76° 33′ 34″                             | 5,94        | 7,1         | 168              | Semiregolare (stella al carbonio) |
| YZ Draconis                 | 19h 23m 45s                              | +71° 41′ 13″                             | 8,3         | <14,5       | 347,6            | Mireide                           |
| BV Draconis                 | 15h 11m 50s                              | +61° 51′ 25″                             | 7,88        | 8,48        | 0,3501           | Eclisse                           |
| BY Draconis                 | 18h 33m 56s                              | +51° 43′ 09″                             | 9,20        | 9,46        | 3,826            | Semiregolare (prototipo BY Dra)   |
| CU Draconis                 | 13h 51m 25s                              | +64° 43′ 23″                             | 4,52        | 4,67        | -                | Irregolare                        |
| DE Draconis                 | 20h 19m 36s                              | +62° 15′ 26″                             | 5,72        | 5,88        | 5,2980           | Eclisse (binaria spettroscopica)  |

## Oggetti del profondo cielo

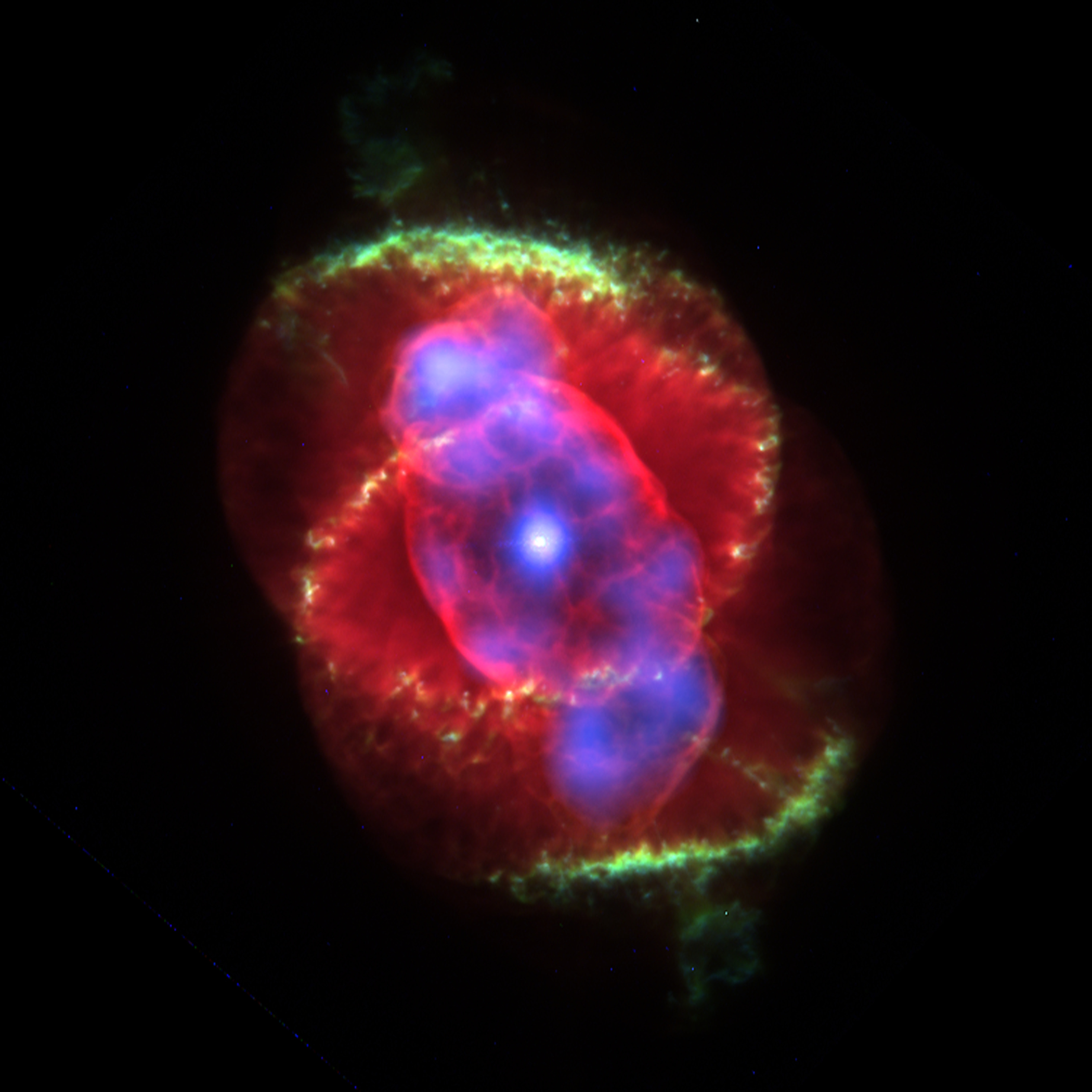
La Nebulosa Occhio di Gatto fotografata dal Telescopio Spaziale Hubble.

La costellazione del Dragone si trova in massima parte lontano dalla scia luminosa della Via Lattea, pertanto è possibile osservare nella sua direzione principalmente oggetti extragalattici.
Un oggetto interno alla nostra Galassia è la nebulosa planetaria NGC 6543, soprannominata Nebulosa Occhio di Gatto a causa del suo aspetto: essa presenta due strutture ad anello parzialmente sovrapposte al cui centro si trova una nana bianca; la nebulosa si trova esattamente in direzione del polo nord dell'eclittica. Questa nebulosa è diventata famosa grazie alle foto di altissima qualità riprese dal Telescopio Spaziale Hubble.
Fra le innumerevoli galassie osservabili nella costellazione spicca la Galassia Fuso (NGC 5866), una galassia spirale vista esattamente di taglio e dunque estremamente appiattita: potrebbe trattarsi di M102, un oggetto perduto del Catalogo di Messier che secondo alcuni coinciderebbe con una riosservazione accidentale della Galassia Girandola (M101), nell'Orsa Maggiore. Fra le altre galassie spicca la Galassia Girino, una galassia spirale fortemente distorta che lascia dietro di sé una lunga scia di gas e stelle. NGC 4236 è una galassia spirale barrata di grande estensione apparente, anche a causa della sua relativa vicinanza a noi; si trova sulla coda del Dragone ed è visibile anche con un piccolo strumento.
È presente anche una galassia nana satellite della nostra, la Galassia Nana del Drago.
| Principali oggetti non stellari |                                          |                                          |                            |             |                                        |                          |
| Nome                            | Coordinate equatoriali all'epoca J2000.0 | Coordinate equatoriali all'epoca J2000.0 | Tipo                       | Magnitudine | Dimensioni apparenti (in primi d'arco) | Nome proprio             |
| Nome                            | AR                                       | Dec                                      | Tipo                       | Magnitudine | Dimensioni apparenti (in primi d'arco) | Nome proprio             |
| NGC 4125                        | 12h 08m 06s                              | +65° 10′ 28″                             | Galassia ellittica         | 9,9         | 5,8 x 3,2                              |                          |
| NGC 4236                        | 12h 16m 42s                              | +69° 27′ 45″                             | Galassia a spirale barrata | 9,9         | 21,9 x 7,2                             |                          |
| NGC 5866                        | 15h 16m 30s                              | +55° 46′ 00″                             | Galassia lenticolare       | 10,0        | 5,2 x 0,4                              | Galassia Fuso (M102?)    |
| NGC 5907                        | 15h 15m 54s                              | +56° 19′ 44″                             | Galassia a spirale         | 10,3        | 11,0 x 0,1                             |                          |
| NGC 6503                        | 17h 49m 27s                              | +66° 38′ 00″                             | Galassia nana a spirale    | 10,2        | 6,5 x 2,3                              |                          |
| NGC 6543                        | 17h 58m 33s                              | +55° 01′ 00″                             | Nebulosa planetaria        | 9,8         | 5,8 x 5,8                              | Nebulosa Occhio di Gatto |

## Sistemi planetari
Il Dragone contiene alcuni sistemi planetari noti; fra questi il più particolare è quello di GSC 03549-02811, una nana gialla simile al Sole che possiede un pianeta gioviano caldo, la cui massa è di poco superiore a quella di Giove. HD 139357 b è un corpo molto massiccio, al punto che si mette in dubbio che possa trattarsi di una nana bruna, più che di un pianeta vero e proprio; 42 Draconis b è certamente un pianeta gioviano, con un'orbita eccentrica la cui distanza media dalla stella madre è leggermente superiore a quella della Terra. Nel 2019 è stato scoperto anche massiccio esopianeta supergioviano in un sistema triplo, la cui componente principale è una nana bianca, WD 1856+534.
| Sistemi planetari |                                          |                                          |             |                   |                              |
| Nome del sistema  | Coordinate equatoriali all'epoca J2000.0 | Coordinate equatoriali all'epoca J2000.0 | Magnitudine | Tipo di stella    | Numero di pianeti confermati |
| Nome del sistema  | AR                                       | Dec                                      | Magnitudine | Tipo di stella    | Numero di pianeti confermati |
| TOI-1266          | 13h 11m 19s                              | +65° 50′ 01″                             | 13          | Nana rossa        | 2 (b-c)                      |
| ι Draconis        | 15h 24m 56s                              | +58° 57′ 58″                             | 3,29        | Gigante arancione | 1 (b)                        |
| HD 139357         | 15h 35m 16s                              | +53° 55′ 20″                             | 5,97        | Gigante arancione | 1 (b)                        |
| HD 158259         | 17h 25m 24.056s                          | +52° 47′ 26,469″                         | 6,46        | Nana gialla       | 5 (b-c-d-e-f)                |
| 42 Draconis       | 18h 26m 00s                              | +65° 33′ 49″                             | 4,82        | Gigante arancione | 1 (b)                        |
| TOI-1749          | 18h 50m 57s                              | +64° 25′ 10″                             | 13,86       | Nana rossa        | 3 (b-c-d)                    |
| WD 1856+534       | 18h 57m 39s                              | +53° 30′ 33″                             | 15,53       | Nana bianca       | 1 (b)                        |
| Kepler-4          | 19h 02m 28s                              | +50° 08′ 09″                             | 12,7        | Nana gialla       | 1 (b)                        |
| GSC 03549-02811   | 19h 07m 14s                              | +49° 18′ 59″                             | 11,41       | Nana gialla       | 1 (TrES-2)                   |
| HD 191939         | 20h 08m 05.76s                           | +66° 51′ 02.08″                          | 8,97        | Nana gialla       | 4 (b-c-d-e)                  |
| TOI-1452          | 19h 20m 42s                              | +73:11:42                                |             | Nana rossa        | 1 (b)                        |

## Mitologia
Al matrimonio di Zeus e Era ci fu una gara fra tutti gli dei nell'offrire alla coppia i doni più preziosi. La Terra non aveva voluto essere da meno e regalò degli alberi da frutto molto particolari: infatti ogni primavera sui loro rami nascevano delle mele d'oro. Questi alberi erano custoditi in un meraviglioso giardino affidato a quattro ninfe, le Esperidi, le quali avevano posto a guardia del cancello d'entrata un drago con cento teste. Ogni volta che qualcuno si avvicinava al giardino con l'intenzione di rubare i pomi, le teste del drago iniziavano a gridare con cento tonalità diverse facendo fuggire via anche il più coraggioso degli uomini.
Ma una delle dodici fatiche date a Eracle da Euristeo chiedeva proprio di rubare quelle mele, ed Eracle grazie al consiglio di Prometeo di farsi aiutare da Atlante e grazie ad Atlante stesso, riuscì ad uccidere il drago e a rubare le mele.
Infine Era pose il drago nel cielo nella costellazione del Dragone in modo che tutti potessero ricordarlo.